# Stadio municipale di Portimão
Lo Stadio municipale di Portimão (in portoghese Estádio municipal de Portimão), noto fino al 2007 come Stadio del Portimonense Esporte Clube (port. Estádio do Portimonense Sporting Clube), è uno stadio di calcio situato a Portimão, in Portogallo. 
Ha una capienza di 9 544 posti a sedere e ospita le partite casalinghe del Portimonense.